# 알렉산드르 악시닌
알렉산드르 티모페예비치 악시닌(러시아어: Александр Тимофеевич Аксинин, 1954년 11월 4일 ~ 2020년 7월 28일)은 전 소련의 단거리달리기 선수로 1980년 모스크바 올림픽 400m 릴레이 금메달리스트였다.
레닌그라드에서 태어난 악시닌은 디나모에서 훈련하였다. 1976년 몬트리올 올림픽에서 소련 400m 릴레이 팀의 일원으로서 동메달을 땄다. 유럽 실내 육상 선수권 대회에서는 1975년 은메달, 1978년과 1980년에 동메달을 땄다. 1978년 유럽 선수권에서 그는 200m 7위를 하고, 또 다시 400m 릴레이 동메달을 땄다. 악시닌은 1977년 하계 유니버시아드에서 400m 릴레이의 금메달을 따기도 하였다.
모스크바 올림픽에서 악시닌은 100m 4위를 하다가, 금메달을 획득한 소련 400m 릴레이 팀의 3번째 주자를 맡았다. 그는 자신이 릴레이를 우승한 1982년 유럽 선수권 이후에 자신의 육상 경력을 끝냈다.